# Washington zászlaja
A zöld szín utalás az állam becenevére (the Evergreen State, vagyis „Örökzöld állam”). A pecsét jelenlegi változatát George Washington tábornok képével 1967-ben adoptálták. Annak a pecsétnek továbbfejlesztése, amit 1889-ben vezettek be, amikor Washington állam is az Unió része lett.